# Stipa brachychaeta
Stipa brachychaeta är en gräsart som beskrevs av Dominique Alexandre Godron. Stipa brachychaeta ingår i släktet fjädergrässläktet, och familjen gräs. Inga underarter finns listade i Catalogue of Life.